# Draba subalpina
Draba subalpina är en korsblommig växtart som beskrevs av George Jones Goodman och Charles Leo Hitchcock. Draba subalpina ingår i släktet drabor, och familjen korsblommiga växter. Inga underarter finns listade i Catalogue of Life.